# FAP E.1–E.4
Die elektrischen Lokomotiven E.1 bis E.4, die auf der damals neuen Bahnstrecke Aosta–Pré-Saint-Didier der (FAP) zum Einsatz kam, wurden 1929 von der Società Nazionale Officine di Savigliano (SNOS) gebaut. Die Strecke wurde mit 3 kV Gleichspannung elektrifiziert; dieser System wurde ab 1927 von den Ferrovie dello Stato benutzt.
Die Lokomotiven waren vierachsige Drehgestellmaschinen mit der Achsfolge Bo’Bo’ und Kasten des sogenannten Typs „Box Cab“; sie unterschieden sich deshalb deutlich von anderen zeitgenössischen Lokomotiven wie den E.626 der FS.
1931 wurde aufgrund der Weltwirtschaftskrise die FAP von den FS übernommen; die Lokomotiven wurden in der Gruppe E.400 (mit Betriebsnummern 001 bis 004) eingereiht. Die E.400.004 wurde während des Zweiten Weltkriegs zerstört.
Anfang der 1960er Jahre wurden die E.400.002 und 003 auf die Stichstrecken Trofarello–Chieri bzw. Bricherasio–Barge umgesetzt und für kurze Wendezüge benutzt. Nach einigen Jahren kehrten sie nach Aosta zurück.
1968 wurde die inzwischen verschlissene Fahrleitung der ehemaligen FAP abgebaut und die drei Lokomotiven abgestellt, weil ihre Leistung für eine reguläre Nutzung zu gering geworden war.
1971 wurden sie an die Ferrovia Casalecchio–Vignola (FCV) verkauft, die 001 und 002 repariert und mit den Nummern L.31 und 32 wieder in Betrieb genommen; 1980 kam auch die dritte hinzu, die drei Maschinen erhielten die neuen Betriebsnummern L.903 bis L.905. Später gelangte die L.903 ins Eisenbahnmuseum Pietrarsa.